# Halo 3: ODST
Halo 3: ODST, inizialmente conosciuto con il titolo di Halo 3: Recon, è un videogioco sparatutto in prima persona del 2009, sviluppato da Bungie Studios e pubblicato da Microsoft Game Studios per Xbox 360 e Microsoft Windows; si tratta di uno spin-off della serie Halo e cronologicamente si colloca nello spazio temporale che trascorre tra gli eventi di Halo 2 e Halo 3.
Rilasciato nel settembre del 2009, i giocatori vestono i panni di soldati dell'United Nations Space Command (UNSC) di classe ODST (ovvero "Truppe d'assalto a caduta orbitale" o, in acronimo, TALO) impegnati in una guerra contro un'alleanza di razze aliene nota come Covenant. Le vicende hanno luogo nella città in rovina di Nuova Mombasa e, nel corso della campagna, si cerca di scoprire la sorte dei compagni di squadra del protagonista scomparsi nel corso di un'invasione aliena. Nella modalità "Sparatoria", disponibile sul multiplayer, i giocatori combattono ondate di nemici sempre più resistenti per guadagnare punti e sopravvivere il più a lungo possibile; alcuni contenuti aggiuntivi del multi-giocatore di Halo 3 erano presenti nel disco venduto in unione con ODST.
La Bungie inizialmente concepì ODST come un piccolo progetto supplementare da produrre nella pausa tra il completamento di Halo 3 e Halo: Reach. Invece di proporre il classico protagonista della saga, ovvero Master Chief, gli sviluppatori si sono concentrati su figure alternative, appunto quelle degli ODST. Il regista della storia Joseph Staten, che da autore aveva curato la scrittura di Halo: Contatto su Harvest, decise di impostare la storia su un filone quasi da libro giallo, selezionando per tale scopo delle ambientazioni e dei colori particolari, oltre che rifacendosi a personaggi di film noir. Il compositore Martin O'Donnell abbandonò i suoi precedenti temi che avevano contraddistinto la colonna sonora di Halo per creare melodie meno roboanti e influenzate dal jazz. Durante le fasi dello sviluppo, quella che era partita come un'espansione crebbe fino ad acquisire le dimensioni un videogame che, a giudizio dei suoi creatori, avrebbe potuto benissimo operare autonomamente. Il marketing del rilascio per il gioco includeva un fumetto tie-in, dei trailer live-action, dei volantini e dei contenuti web.
Al momento del rilascio, ODST si guadagnò il primato di gioco per Xbox 360 più venduto al mondo. Il titolo ha ricevuto recensioni generalmente positive dalla critica, che ne ha elogiato l'atmosfera, la musica e l'approccio alla storia. I revisori erano divisi sul fatto che la campagna relativamente breve e gli extra inclusi fossero sufficienti per giustificare il prezzo di 60 dollari del prodotto. Il titolo è stato il più venduto negli Stati Uniti nel settembre 2009, con oltre 3 milioni di copie acquistate in breve tempo in tutto il mondo. Softpedia, Time e Wired sono state alcune delle testate di spessore che hanno dichiarato ODST uno dei migliori titoli dell'anno. La campagna per giocatore singolo è stata ripubblicata come contenuto scaricabile per la Master Chief Collection per Xbox One nel maggio 2015 ed è stata rilasciata su PC, anche in questo caso come parte della Master Chief Collection, il 22 settembre 2020.

## Trama

### Ambientazione
ODST si svolge nel XXVI secolo, quando l'umanità, sotto il comando dell'United Nations Space Command (UNSC), è impegnata in una logorante guerra con un'alleanza teocratica di razze aliene nota come Covenant. Durante gli eventi del videogioco del 2004 Halo 2, gli extra-terrestri scoprono la posizione della Terra e lanciano un assalto alla città di Nuova Mombasa, in Africa. Sebbene l'UNSC riesca a respingere la maggior parte della flotta, una grande nave si libra sopra la città, dislocando delle truppe d'invasione. Questa alla fine si ritira compiendo un salto iper-spaziale direttamente nella città, generando un'enorme onda d'urto. Mentre il resto della trama di Halo 2 segue la nave verso un'antica installazione simile al prima Halo, ODST si concentra sulle conseguenze accadute sul pianeta Terra, con i Covenant intenti a occupare ancora la città.
Durante la campagna, il giocatore può sbloccare file audio in una narrazione aggiuntiva chiamata "La storia di Sadie", che racconta le vicende di una ragazza civile catturata nelle fasi iniziali dell'invasione Covenant e delle sue avventure mentre cerca di ricongiungersi a suo padre. Il racconto ha anche lo scopo di fornire informazioni utili al giocatore durante la campagna, come aiutarlo nel localizzare depositi nascosti di armi.

### Storia
Il gioco inizia con Dutch, Romeo e Mickey che discutono della portaerei Covenant stazionante sopra Nuova Mombasa, con la Recluta addormentato nelle vicinanze. Buck arriva e presenta Dare, poco prima che Romeo svegli la Recluta. Ogni membro della squadra entra nella capsula e scende nell'atmosfera; all'ultimo minuto, Dare cambia la loro traiettoria e non si dirige più verso la nave a causa di una missione segreta che ha per la squadra. La nave Covenant entra nell'iperspazio direttamente nella città mentre una nave UNSC si accosta e si unisce al viaggio, generando un'enorme onda d'urto verso gli ODST; la capsula della Recluta si scontra con quello di Micket e si schianta contro un edificio a terra, facendogli perdere i sensi per sei ore. Quando si sveglia, cerca subito di trovare degli indizi su cosa è successo ai suoi compagni di squadra vagando per la città devastata dal conflitto.
Buck compie un brusco atterraggio dopo la caduta e combatte contro le forze Covenant per trovare Dare. Tuttavia, quest'ultima si dilegua senza lasciare traccia quando arriva alla sua capsula, lasciando solo il suo elmetto che viene poi trovato dalla Recluta. Buck trova invece Romeo e i due decidono di trovare gli altri per poi andarsene dalla città. Dutch scende vicino a una riserva naturale e aiuta i marines a combattere lì. Mickey requisisce un carro armato e si fa strada lungo alcune strade di Mombasa. Incontrandosi con Dutch, i due difendono una base ONI dai Covenant, distruggendo la struttura per impedirne la cattura. Evacuati tramite un mezzo aereo della polizia militare, entrano in contatto con Buck e decidono di dirigersi al quartier generale della polizia, ma vengono abbattuti lungo il tragitto. Buck e Romeo salvano Dutch e Mickey, nonostante Romeo viene gravemente ferito durante uno scontro. La squadra dirotta una navicella Covenant, ma invece di lasciare la città, Buck decide di farli tornare indietro e trovare Dare, avendo capito che Dare ha continuato la sua missione segreta da sola.
Tornato in città, la Recluta è assistito dal Supervisore Vergil, l'IA che controlla ogni sistema della città. La recluta riceve una richiesta di soccorso da Dare e la localizza nei tunnel sotterranei della metropoli. I due raggiungono il centro dati del Supervisore, che possiede informazioni su qualcosa che i Covenant stanno cercando sotto Nuova Mombasa. All'interno del nucleo, scoprono un Engineer Covenant che ha assorbito il Supervisore al suo interno. Dare spiega che gli Engineer sono dei "supercomputer biomeccanici" ridotti in schiavitù dai Covenant e che quello che hanno trovato desidera disertare e schierarsi a fianco degli umani; grazie alle informazioni dell'alieno sui Covenant combinate con i dati del Supervisore, la missione di Dare passa dallo scaricare i dati dell'intelligenza artificiale cittadina alla scortare l'Engineer in salvo. La Recluta, Dare e l'Engineee si riuniscono con Buck e combattono per uscire dalla città, dove infine si riuniscono tutti i membri della squadra. Mentre volano via con la navicella dirottata, la squadra osserva le navi Covenant che distruggono Nuova Mombasa e intenti a scavare un enorme manufatto alieno (da qui prosegue la narrazione di Halo 3).
Nell'epilogo, un mese dopo gli eventi della campagna, la squadra dell'ODST ha fatto da guardia all'Engineer. Il sergente maggiore Avery Johnson arriva, informando l'alieno che intende chiedergli tutto ciò che sa sui Covenant e che cosa stanno cercando. Poiché l'extra-terrestre odia i Covenant tanto quanto gli umani, accende il sigaro di Johnson in segno di accordo. Se la campagna viene completata al livello di difficoltà Leggendaria, una scena mostra il Profeta della Verità, leader supremo dell'alleanza di razze aliene, che supervisiona lo scavo del manufatto dei Precursori sepolto sotto il nucleo dati del Supervisore.

## Personaggi

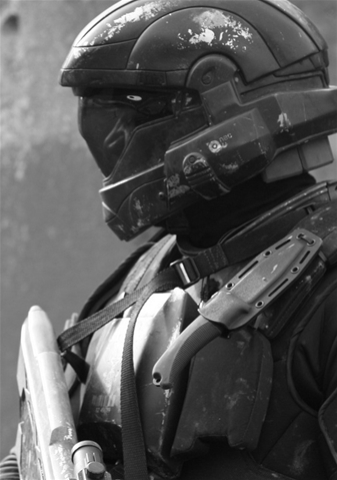
Soldato di classe ODST, ovvero quella a cui appartengono i protagonisti del videogioco

Il protagonista del gioco è la Recluta, un personaggio dal nome reale ignoto che è appena diventato un nuovo membro di un gruppo di Orbital Drop Shock Troopers. I soldati, noti come ODST o "Helljumpers", spesso si lanciano nei campi di battaglia a bordo piccole capsule dalla capienza di una persona lanciate da astronavi situate nella stratosfera. La Recluta viene aiutata a trovare i suoi compagni di squadra da Mombasa da un'intelligenza artificiale responsabile della sorveglianza cittadina, chiamata Supervisore o Vergil. I compagni di squadra della Recluta sono Buck, Dutch, Romeo, Mickey e Veronica Dare, tutti giocabili nel corso della campagna ad eccezione dell'ultima figura, disponibile solo nella modalità sparatoria. Dare è un agente dell'UNSC Office of Naval Intelligence (ONI) incaricata di dirigere le operazioni della squadra.
Poiché i membri di Bungie erano fan della serie televisiva Firefly, e già durante le fasi di sviluppo di Halo 3 essi avevano chiamato diversi attori a recitare le battute dei marine, essi decisero di rivolgersi ad alcuni membri del cast per il doppiaggio. Per questo motivo, tre attori di Firefly doppiarono i quattro personaggi principali della squadra ODST: Nathan Fillion (per giunta fan di Halo anch'egli), Adam Baldwin e Alan Tudyk. Tricia Helfer fornì la voce per l'agente ONI Dare; Helfer e Fillion registrarono le loro battute insieme nella stessa stanza, ormai una rarità nel mondo del doppiaggio. Staten dichiarò che «le loro performance avrebbero assunto un risultato migliore se avessero recitato assieme». Mentre Staten scriveva gran parte dei dialoghi cinematografici, si scelse che le battute di combattimento avrebbero potuto essere improvvisate al momento dai doppiatori. L'aggiunta della Storia di Sadie al gioco rese necessario ampliare le sessioni di registrazione. Dopo che le attività di doppiaggio si conclusero, la Bungie concesse in licenza le sembianze di Fillion e Helfer per i rispettivi personaggi.
Nella versione italiana, Buck è doppiato da Gabriele Calindri, Dutch da Diego Sabre, Mickey da Alessandro Rigotti, Mike da Davide Garbolino e Dare da Lucy Matera.

## Modalità di gioco
Halo 3: ODST è un videogame sparatutto che si svolge principalmente in prima persona. In contrasto con i suoi predecessori, il gioco presenta un'ambientazione open world ed è ambientato nella versione futuristica della città keniota di Mombasa, qui denominata Nuova Mombasa. Sebbene il gameplay di ODST abbia una forte somiglianza con quello dei precedenti titoli di Halo, il giocatore non assume il ruolo del supersoldato umano noto come Master Chief, protagonista tra gli altri di Halo 3. Al contrario, il giocatore impersona dei soldati umani noti con la denominazione di "Orbital Drop Shock Troopers" o ODST. Poiché questi ultimi non possiedono l'armatura e i riflessi avanzati di Master Chief, essi non sono in grado di saltare alla stessa maniera, muoversi alla medesima velocità o sopravvivere a grandi cadute. Invece dello scudo energetico che assorbe i danni di Master Chief, il gioco utilizza una meccanica di ricarica della resistenza. Dopo che il giocatore ha subito un danno, lo schermo lampeggia in rosso e il totale della resistenza diminuisce. Se il giocatore riceve danni aggiuntivi prima che la resistenza possa recuperare, la salute del giocatore patisce una riduzione. La perdita di tutta la salute provoca la morte del personaggio del giocatore e il riavvio della partita dall'ultimo checkpoint salvato. I pacchetti medici sparsi nell'ambiente di gioco hanno la funzione di ripristinare la salute del giocatore. L'head-up display (HUD) del giocatore include una modalità "VISR" che individua i nemici in rosso, gli alleati in verde e gli oggetti di interesse in blu o giallo.
La modalità campagna può essere giocata in singolo o in cooperativa con un massimo di tre giocatori aggiuntivi. Durante le sequenze open world, il soldato impersonato dal nome ignoto e conosciuto semplicemente come "La Recluta" (The Rookie), l'obiettivo del giocatore risulta quello di scoprire cosa è successo ai compagni di squadra scomparsi. Dopo aver trovato una pista su cui lavorare, ovvero un fucile da cecchino appeso a una linea elettrica, il giocatore entrerà in una missione tramite un flashback, assumendo il ruolo del soldato scomparso sei ore prima. Dopo che il giocatore ha trovato la prima prova, la scelta di dove andare rimane libera; i livelli della campagna possono essere giocati in qualsiasi ordine.
Nel matchmaking multiplayer, ODST include le modalità di gioco multiplayer di Halo 3 contenute su un disco separato. L'offerta contiene 21 mappe multiplayer rilasciate per Halo 3 e tre mappe aggiuntive intitolate Cittadella, Heretic e Porto Industriale. Insieme alle mappe di Halo 3, ODST include una versione dell'editor di mappe detto Fucina, funzionale a personalizzare le mappe multiplayer aggiungendo oggetti, armi e decorazioni.
ODST contiene una modalità di gioco cooperativa chiamata Sparatoria (Firefight), in cui i giocatori affrontano ondate di nemici sempre più difficili con l'intento di sopravvivere entro un determinato lasso temporale. La sparatoria può essere giocata con un massimo di altri tre compagni di squadra tramite console in rete (System Link) o il servizio multiplayer di Microsoft Xbox Live, oppure a fianco di un altro giocatore sulla stessa console in modalità schermo condiviso. I giocatori iniziano la sparatoria con la Recluta come unico personaggio disponibile, ma il completamento della modalità campagna sblocca altri caratteri e mappe. I giocatori ricevono medaglie quando effettuano uccisioni speciali e i punteggi individuali e di squadra vengono registrati durante le partite. All'interno della sparatoria, i giocatori hanno un totale di sette vite in totale, che vengono reintegrate dopo aver concluso cinque round. Alla difficoltà della modalità si vanno ad aggiungere dei modificatori chiamati "teschi", i quali conferiscono ai nemici nuove abilità o un handicap al giocatore: il teschio "Preso", ad esempio, fa sì che i nemici lancino un numero maggiore di granate. Ciascuno dei primi tre round di un set attiva un teschio diverso. Nel quarto set, tutti i teschi vengono attivati e i giocatori devono sopravvivere per un minuto.

## Sviluppo

### Progettazione
Gran parte del team di sviluppo di ODST cominciò a lavorare sul videogioco Halo Chronicles del regista Peter Jackson durante la produzione di Halo 3. Tuttavia, il fallimento di un adattamento cinematografico della saga e la successiva cancellazione di Chronicles comportarono l'assenza di un progetto per un numero di lavoratori considerevoli. Più o meno nello stesso periodo, iniziò la produzione di Halo: Reach e la Bungie si rese conto che si poteva individuare una finestra di tempo utile per lo studio per creare un nuovo prodotto, ovvero di ciò che il produttore Curtis Creamer definì alla stregua di una "mini-campagna" dalla durata di due o tre ore. Dopo aver esaminato la proposta e il budget, il capo dello studio Harold Ryan diede il placet alle operazioni.
Con un motore di gioco già assemblato, il team iniziò a concentrarsi sulla necessità di definire un soggetto. La Bungie si era interessata a apportare modifiche al classico formato Halo, rimasto sostanzialmente invariato per tre capitoli. Gli sviluppatori trascorsero settimane a considerare su quali personaggi concentrarsi. L'ipotesi che si realizzasse un qualche lavoro con Master Chief o l'Arbiter come protagonisti avrebbe generato una grande aspettativa da parte dei fan e avrebbe reso particolarmente arduo realizzare un'opera di un certo livello con uno scarso lasso temporale a disposizione. A un certo punto, si pensò di realizzare un prodotto con una storia incentrata sui Covenant e con protagonisti una forza d'attacco di Élite. Abortita quest'ipotesi, gli sviluppatori si concentrarono su personaggi umani: mentre si ipotizzava di costruire qualcosa su Avery Johnson, si scelse di optare per gli ODST. Quando gli fu chiesto il motivo di tale selezione, il community director della Bungie Brian Jarrard spiegò: «Gli ODST sono sempre stati visti con estremo favore dai fan». «Non li abbiamo mai veramente analizzati [gli ODST]», dichiarò lo story director Joseph Staten, ragion per cui il videogame avrebbe potuto costituire un'opportunità per meglio concentrarsi su quei soldati in armatura nera.
Rendere il giocatore un ODST richiedeva la necessità di giungere a un compromesso tra la classica formula di gioco di Halo, invero assai gradita, e il bisogno di diramarla in nuove direzioni, magari inesplorate. L'aggiunta di armi silenziate e di una pistola ridisegnata apparivano tra i tentativi funzionali a creare una sorta di alternativa al "fucile da battaglia" di Halo 2 e Halo 3, oltre ovviamente a soddisfare l'esigenza di equipaggiare gli ODST con armamenti esclusivi. I sound designer aumentarono il volume della mitragliatrice del gioco per dare un'impressione di maggiore potenza. Il sistema dei kit medici è stato aggiunto per fornire un livello di tensione ulteriore, in quanto, come ha detto Staten, «ti ricorda che sei vulnerabile».
Con i personaggi principali finalmente individuati, il team di sviluppo doveva a quel punto concentrarsi su un'ambientazione. Jarrard osservò sul punto: «Gli eventi svoltisi sulla Terra sono qualcosa su cui i fan chiedevano ancora a gran voce spiegazioni, dopo essere stati 'catapultati in breve tempo' negli eventi successivi di Halo 2». Più nel dettaglio, «i fan volevano sapere cosa è successo sulla Terra, come l'umanità la stava difendendo». Gli ambienti urbani di Nuova Mombasa calzavano a pennello con l'atmosfera che il gioco voleva comunicare: il cambio dei protagonisti, coinciso con quello dell'ambientazione fu così giustificato da Staten: «Conosciamo il genere di imprese che Master Chief compie: giunge su antichi manufatti alieni a forma di anello, combatte mostri dalla natura parassitica che consumano galassie e sventa imperi extra-terrestri [...] Gli ODST, nel loro piccolo, hanno un ruolo meno risonante in questa grande lotta. Eppure, il tipo di operazioni che li tiene di solito impegnati comprendere quei combattimenti che possono esaurirsi in un giorno».

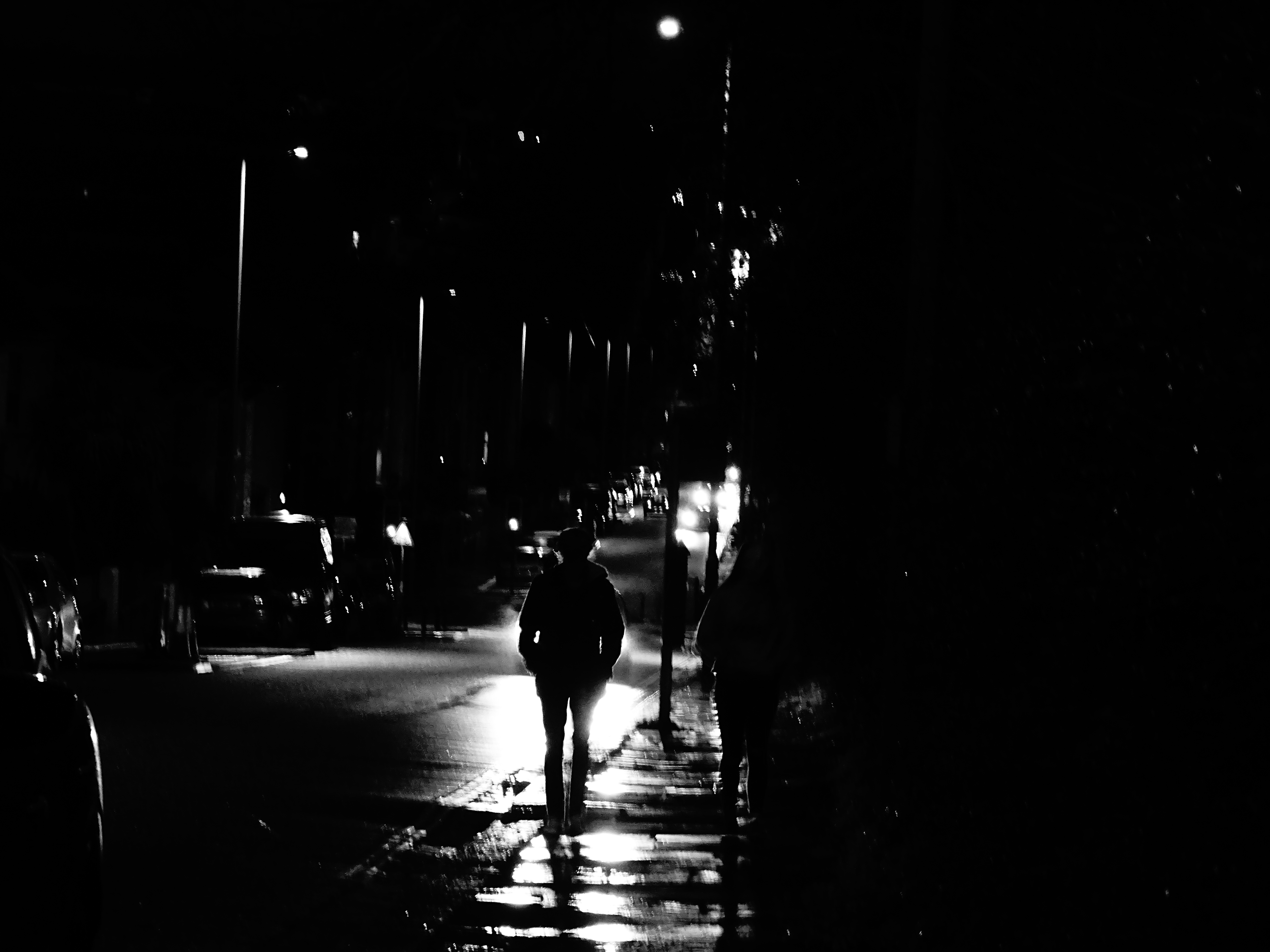
Uno scorcio in stile noir della città di Plymouth, nel Regno Unito. Furono ambientazioni del genere a stimolare il team di sviluppatori nelle fasi di creazione di ODST

Il ritorno a una località già precedentemente inserita nella saga offrì agli artisti nuove sfide e opportunità per espandere la portata della città. Il fatto che il giocatore passeggiasse per le strade di notte richiamava profondamente un'atmosfera da film noir. I cambiamenti di colore e un alto grado di contrasto spingevano l'aspetto del gioco oltre quello che avevano offerto i precedenti giochi di Halo, ma occorreva comunque che il buio non ledesse la visibilità. Per questo motivo, vari sviluppatori esaminarono i concept painting commissionati per decidere in che modo gli schemi di illuminazione avrebbero influenzato il gameplay. Il genere avrebbe influenzato anche i nomi dei personaggi e gli archetipi, con il personaggio interpretato dal giocatore che avrebbe dovuto agire da "lupo solitario" e quasi in veste si detective. Per aumentare la sensazione d'immersione nella città, la Bungie curò elementi quali le pubblicità, i raccoglitori di rifiuti e delle versioni civili degli hardware militari apparsi nei titoli passati.
La Bungie avviò lo sviluppo di ODST nel marzo del 2008. ODST fu il primo titolo Bungie completato in meno di tre anni, poiché le attività si conclusero in 14 mesi. Dal momento che il team composto da circa 70 persone, più un gruppo di progettazione principale di cinque lavoratori, aveva una finestra temporale assai ridotta allo sviluppo, si dovette concedere la priorità alle funzionalità disponibili; a tal fine, invece di ridisegnare completamente i nemici, si aggiunse solo un piccolo nuovo sottoinsieme di comportamenti per le intelligenze artificiali. Poiché il gioco seguiva il concetto di open world, una novità assoluta per il franchise, occorrevano alcune modifiche al gameplay, come delle armi rinnovate e una mappa aerea. Mentre in un gioco tradizionale della serie i progettisti sapevano da quali posizioni i giocatori si sarebbero avvicinati ai gruppi di nemici, ODST richiedeva un approccio diverso. «Dovevamo assicurarci di avere gruppi di Covenant che pattugliavano la città che potessero reagire da qualsiasi luogo da cui si attacca e non sembrare impacciati nel farlo», disse Creamer. Sebbene il motore di gioco fosse rimasto invariato, si scelse di aggiungere dei miglioramenti grafici funzionali ad aumentare dettaglio e realismo quali un sistema shader a schermo intero e la mappatura parallasse.
La modalità di gioco Sparatoria costituì un'ultima aggiunta al gioco. Il membro dello staff Tim Williams ne definì un prototipo poco dopo la spedizione di Halo 3, inserendo il giocatore in una parte della mappa della campagna del medesimo gioco con lo scopo di combattere i nemici. Quando lo sviluppo di ODST ebbe inizio, il concetto di William venne adottato per il gioco e perfezionato. Il designer Lars Bakken descrisse un vantaggio della modalità di gioco nel fornire un'ambientazione multiplayer più cooperativa anziché una classica competizione tra giocatori online. I designer ripresero il sistema di punteggio e medaglia della campagna di Halo 3 al fine di aggiungere comunque un pizzico di competitività.
Il Fourth Wall Studios, costituito da vecchi membri della 42 Entertainment, si interessò alla Storia di Sadie, curata in collaborazione con Staten e l'artista Ashley Wood. La scelta fu giustificata dal grande successo che l'azienda aveva riscosso con l'alternate reality game I Love Bees finalizzato a promuovere Halo 2. Staten sottolineò a tal proposito nelle interviste: «Ci siamo resi conto che in Halo facciamo un buon lavoro nel descrivere lo scontro delle forze militari in campo, ma si tratta esclusivamente di vicende belliche. In Halo 3: ODST è stata offerta la possibilità di sbirciare alle storie di civili qualunque».
Nel dicembre del 2008, il gioco versava in uno stato cosiddetto «rappresentativo», ovvero i giocatori avrebbero potuto riprodurlo dall'inizio alla fine, malgrado in una condizione ancora incompiuta. L'intero staff della Bungie decise di svincolarsi da altri compiti per completare l'opera e fornire delle opinioni. Tra gli elementi non completati si pativa l'assenza di dialoghi finiti recitati dai doppiatori, poiché Staten aveva semplicemente indicato dove andavano completati i buchi. L'intero gioco venne completato poco prima della sua presentazione all'Electronic Entertainment Expo 2009.

### Annuncio

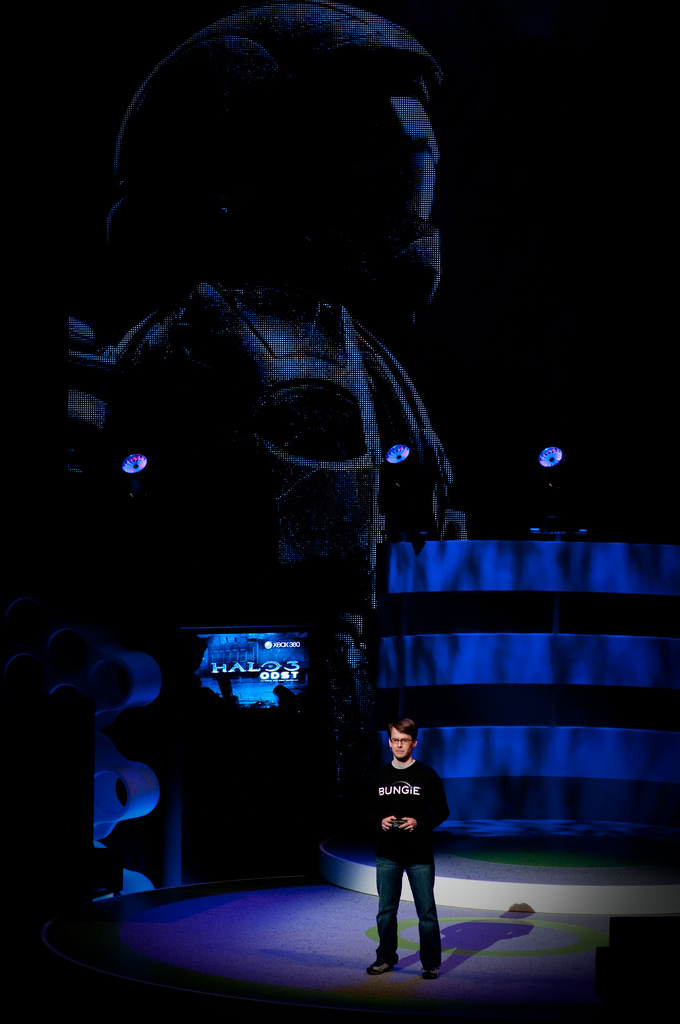
Staten presenta ODST all'incontro con la stampa per Xbox 360 all'Electronic Entertainment Expo del 2009

Nel luglio 2008, il responsabile del settore Xbox della Microsoft Don Mattrick dichiarò a MTV che la Bungie stava lavorando a un nuovo gioco Halo, sottolineando come si trattasse di un progetto estraneo agli spinoff del franchise Halo Wars e Chronicles. Alla fiera Electronic Entertainment Expo (E3) 2008 era atteso l'annuncio del nuovo progetto Halo, con Bungie che svelò un conto alla rovescia sul proprio sito Web, ma l'annuncio fu rimosso dalla Microsoft. Al fine di giustificare tale azione, l'azienda dello stato di Washington si dichiarò più propensa a far sì che il gioco fosse presentato in un evento ad hoc. Il 25 settembre 2008, un anno dopo l'uscita di Halo 3, la Bungie presentò un teaser per il nuovo progetto sul loro sito web. Un trailer completo fu presentato durante il Tokyo Game Show il 9 ottobre 2008, indicando come nome ufficiale del gioco Halo 3: Recon e come data di uscita l'autunno del 2009. Eccezionalmente per lo stile della Bungie, il trailer utilizzava una grafica pre-renderizzata invece del motore di gioco o delle risorse esistenti. Staten spiegò che era troppo presto nello sviluppo del gioco per dedicare molto tempo al trailer e non avrebbe consentito a Bungie di aggiungere aspetti eccessivamente dettagliati di cui i fan potessero discutere.
Nelle interviste successive al lancio del trailer, i membri dello staff di Bungie riferirono alla stampa di gioco che Recon sarebbe stato l'ultimo capitolo della trilogia di Halo. Malgrado la Bungie non considerasse Recon un prodotto completo, con lo scrittore Luke Smith che lo aveva paragonato all'espansione The Frozen Throne di WarCraft III, il gioco rappresentava un ibrido, in quanto veniva fornito con tutte le mappe multiplayer di Halo 3 e non richiedeva quest'ultimo per riprodurlo. Smith affermò che il gioco non sarebbe stato un crossover tra i generi stealth e basati sulla squadra, sottolineando come «non si tratta né di un Brothers in Arms: Halo né di uno Splinter Cell: Halo». Il 25 novembre Jarrard annunciò che il gioco era stato ribattezzato Halo 3: ODST, in quanto descrizione «più immediata» del gioco.
Bungie e Microsoft hanno mostrato per la prima volta ODST in una versione giocabile all'E3 2009, dove sono state finalizzate la data di rilascio del gioco e le edizioni al dettaglio. Bungie inizialmente commercializzò ODST come titolo dalla portata inferiore rispetto alle precedenti voci numerate della serie. Quando sono state annunciate le versioni al dettaglio del videogame, tuttavia, al prodotto si assegnò il prezzo standard di 60 dollari, che la Bungie e la Microsoft avevano attribuito alla crescita del gioco oltre la portata prevista. Nel tentativo di risolvere i dubbi nati quando si diffuse la notizia, Lars Bukken della Bungie affermò: «Nel corso dello sviluppo è diventato molto più grande di quanto ci aspettassimo. [...] L'abbiamo concepita più come un'espansione e poi ci è, per così dire, sfuggita di mano». Creamer spiegò, che poiché la piattaforma di sviluppo era stabile, «siamo stati in grado di creare un po' di più dei contenuti inizialmente immaginati». La durata del gioco salì dalle stime originali di 3-5 ore a 8-10. La discrepanza non rimase oggetto di discussione fino all'E3 2009, quando Microsoft lo classificò come gioco completo. A differenza del supporto successivo al lancio creato per Halo 3, ODST non vanta del contenuto scaricabile.

## Colonna sonora
A preoccuparsi della colonna sonora di ODST furono il direttore audio della Bungie Martin O'Donnell e il suo collaboratore di lunga data Michael Salvatori, già contattati per tutti i lavori precedenti dell'azienda. Contrariamente al tradizionale elemento distintivo del soundtrack di Halo, il canto gregoriano, non c'è musica corale in ODST, così come si è scelto di non riproporre alcun brano dei capitoli passati. Due delle tre ore di musica del gioco vennero confezionate in una colonna sonora di due dischi rilasciata il 22 settembre 2009. A causa del nuovo protagonista selezionato per ODST, O'Donnell desiderava creare una nuova musica che sì evocasse Halo ma che percorresse una direzione diversa. Poiché il gioco racconta una «storia umana, non quella di cyborg», riferì O'Donnell in un'intervista del 2009, lo spartito è più «intimo e personale». Per le operazioni di investigazione della Recluta, O'Donnell ritenne che un approccio influenzato dal jazz si sposasse meglio con l'atmosfera noir. Altri personaggi non avevano alcun brano scritto appositamente per loro, ma si optò per abbinare dei motivi che si addicessero.
O'Donnell cominciò a interessarsi la musica del gioco mentre Bungie stava realizzando il trailer di annuncio di ODST. O'Donnell basò la colonna sonora del filmato su un piccolo segmento del primo pezzo ODST che aveva ultimato, intitolato "Rain". Salvatori si unì al progetto nel febbraio 2009 e contribuì a completare la musica coreale in un paio di mesi. Una volta che O'Donnell comprese di avere abbastanza materiale a disposizione, assieme a Salvatori, partì da Chicago alla volta di Seattle, nello stato del Washington, allo scopo di terminare gli arrangiamenti e registrare i brani dal vivo. A seguito dei primi mesi del 2009, la maggior parte della colonna sonora poteva dirsi registrata. Gli ulteriori lavori di composizione furono supervisionati dal sound designer della Bungie C. Paul Johnson e dall'orchestratore Stan LePard. La Northwest Sinfonia, che aveva già registrato la musica per Halo 3, eseguì sezioni orchestrali allo Studio X di Washington.

## Distribuzione

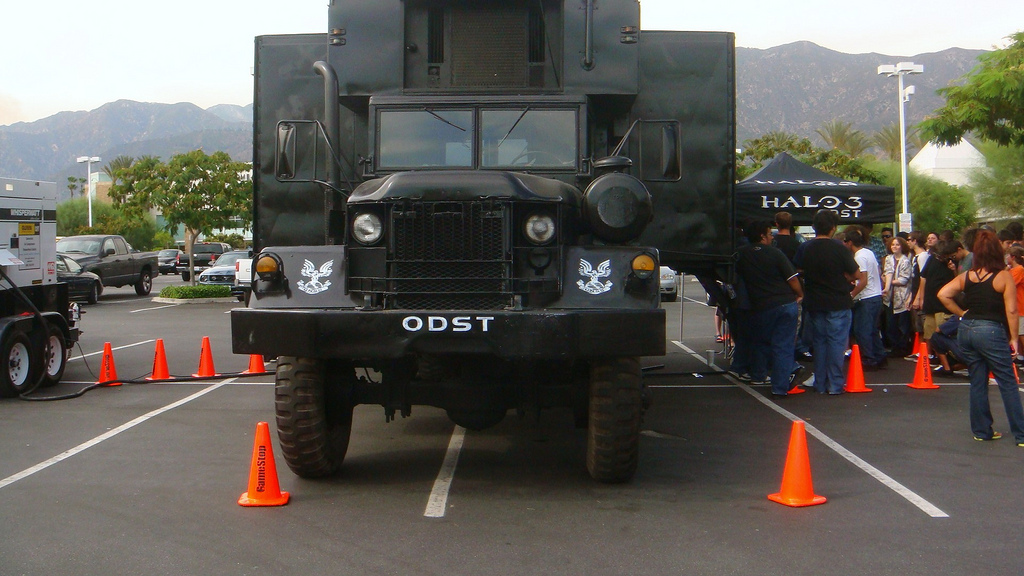
Un autocarro ODST appositamente attrezzato viaggiò negli Stati Uniti verso i centri GameStop, offrendo ai fan la possibilità di giocare a Sparatoria e vincere premi

Halo 3: ODST uscì con un set di due dischi. Il primo conteneva la modalità campagna e la modalità cooperativa Sparatoria, il secondo il multiplayer e il set completo di mappe di Halo 3. I proprietari del gioco ricevettero inoltre un invito a partecipare alla beta multiplayer Halo: Reach, che vide la luce il 3 maggio 2010. I preordini includevano un codice idoneo a sbloccare Avery Johnson come personaggio giocabile nella modalità Sparatoria. Un'edizione speciale, la "Collector's Pack", conteneva il gioco e uno speciale controller wireless per Xbox 360 con il marchio ODST. L'azienda Toys "R" Us mise a disposizione una action figure ODST e una carta regalo da 20 dollari per incentivare l'acquisto.
Ad aprile 2009, la società di ricerche di mercato OTX riferì che ODST risultava il videogame più atteso, un trend che continuò a tenere fino alla fine di agosto. Prima del suo rilascio, il titolo fu il gioco più venduto su Amazon.com solo sulla base dei preordini, trascorrendo 107 giorni in cima alla lista dei 100 migliori videogiochi e software in commercio. Le copie di ODST vennero vendute prematuramente in Francia, spingendo la Microsoft ad avviare un'indagine e a minacciare di vietare a tutti i giocatori su Xbox Live di giocare a ODST prima del suo rilascio ufficiale; il lead manager di Xbox Stephen Toulouse chiarì in seguito che eventuali provvedimenti restrittivi non avrebbero interessato gli acquirenti legittimi.
Microsoft allestì quella che andò definita come una campagna pubblicitaria «mastodontica» per il gioco, con il direttore dell'intrattenimento Stephen McGill che definì l'opera come «un titolo assolutamente chiave per noi [...] questa è la prima volta che facciamo qualcosa del genere, e Halo 3: ODST è un ottimo modo per iniziare». Si susseguì presto l'uscita di numerosi contenuti promozionali su Xbox Live e molti altri tramite pubblicità online e televisiva. La Marvel Comics curò la pubblicazione di una serie in un'edizione limitata di fumetti, intitolata Helljumper, che includeva i personaggi principali di ODST.
Un trailer in live action intitolato The Life venne pubblicato su Internet a settembre e successivamente utilizzato in spot televisivi come parte del materiale promozionale rilasciato per il gioco. Girato in diverse località di Budapest, in Ungheria, The Life segue le vicende di un ODST di nome Tarkov da un funerale militare in cui decide di diventare un soldato, descrivendone l'addestramento e il combattimento fino al momento in cui diventa un leader in battaglia. Il cortometraggio fu creato dall'agenzia pubblicitaria TAG SF, mentre gli effetti speciali vennero curati dalla Asylum e la direzione spettò a Rupert Sanders dalla società di produzione MJZ, tra l'altro già al lavoro per l'ottimo video di annuncio di Halo 3 "Believe". La Legacy Effects disegnò e si preoccupò della realizzazione di oggetti di scena, armi, armature e un costume Covenant da Brute ultimato in circa due settimane. La Bungie fornì la geometria 3D, consentendo all'azienda di creare rapidamente immagini accurate rappresentazioni di oggetti di gioco e garantì gli input sulle uniformi dell'UNSC. La scena iniziale del cimitero andò girata all'interno della torre di raffreddamento di una centrale nucleare attiva a Budapest, e, fuori dalla struttura, il gruppo di produzione creò una fossa di fango e un percorso ad ostacoli per simulare l'addestramento di base. I membri delle forze speciali magiare operarono come istruttori di esercitazione nella sequenza di addestramento, sparando a salve. Infine, le riprese si spostarono in una raffineria di alluminio abbandonata in epoca sovietica per la scena commemorativa finale del cortometraggio. Benché fosse stata girata lì anche un'altra sequenza, questa non apparse nel prodotto finale.

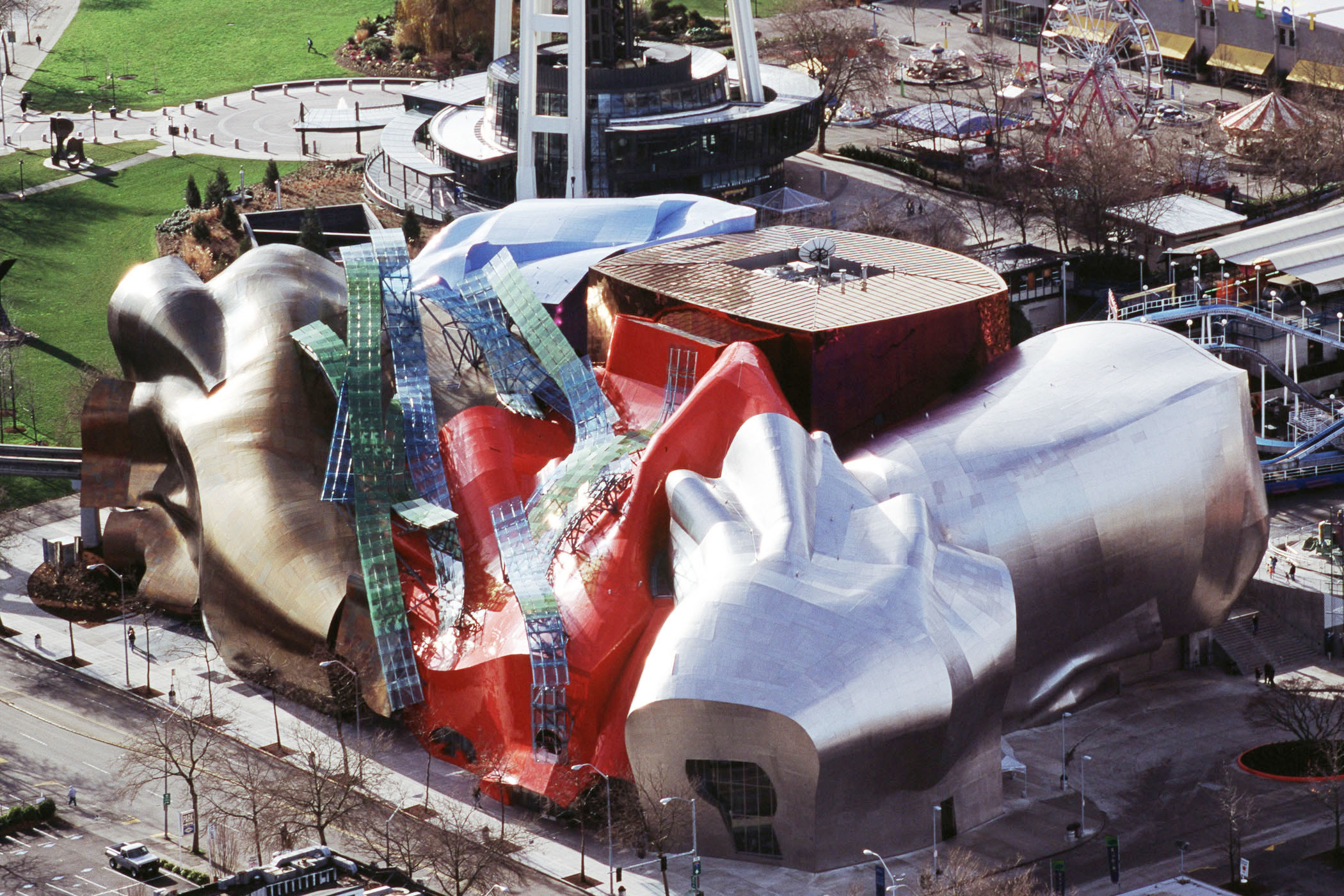
L'evento ufficiale di lancio di ODST si tenne presso l'Experience Music Project and Science Fiction Museum and Hall of Fame a Seattle, negli Stati Uniti

Gli eventi di lancio di ODST si svolsero essenzialmente negli Stati Uniti. Bungie e Microsoft sponsorizzarono quello ufficiale presso l'Experience Music Project and Science Fiction Museum and Hall of Fame a Seattle, nello stato del Washington. Durante la manifestazione, si presentarono dei pannelli di discussione sulla serie e si fornirono delle anteprime anticipate su altri contenuti di Halo come la raccolta anime di Halo: Legends. Circa 800 fan parteciparono dalle 18:00 alle 23:00 circa prima di recarsi nei negozi di giochi vicini per ottenere la loro copia del prodotto. GameStop svolse quasi 3.700 "launch party" nel giorno della messa in commercio negli USA.
Al momento del rilascio, Halo 3: ODST divenne il gioco per Xbox 360 più venduto al mondo. Più di 2,5 milioni di copie furono vendute entro due settimane dall'uscita, per un totale di oltre 125 milioni di dollari di ricavi. ODST conquistò il primo posto assoluto nelle vendite di giochi anche nel Regno Unito, raggiungendo il 12º posto in termini di copie acquistate sul mercato per un singolo titolo di piattaforma. ODST salì in prima posizione nelle classifiche di gioco australiane subito al momento del rilascio e, dopo essere stato superato da FIFA 10 all'inizio di ottobre, tornò ancora una volta nella posizione di prodotto maggiormente richiesto. In Giappone, dove gli sparatutto in prima persona generalmente non conseguivano numeri soddisfacenti, ODST fece registrare 30.000 copie acquistate entro il 27 settembre. ODST raggiunse 1,5 milioni di copie cedute nel mese di settembre, ergendosi con questo totale oltre ogni altro rivale. Ad ottobre, il gioco aveva venduto 271.000 unità in Nord America, raggiungendo il sesto posto per le vendite di giochi; Microsoft riferì che ODST aveva toccato le 3 milioni di copie in tutto il mondo entro novembre. Nel complesso, il titolo è risultato il nono gioco più venduto dell'anno negli Stati Uniti, uno dei due soli giochi Xbox 360 presenti nella classifica. Si ipotizzò un aumento delle vendite del gioco quando si diffuse la notizia che sarebbe stato necessario disporre di ODST per accedere alla beta di Reach, con i rivenditori del Regno Unito che ridussero il prezzo nell'aprile del 2010.

## Riedizioni
La campagna rimasterizzata di Halo 3: ODST venne rilasciata come contenuto scaricabile all'interno della Master Chief Collection il 30 maggio 2015 ed era gratuita per tutti i possessori di detto gioco al momento del suo lancio avvenuto nel 19 dicembre 2014. È disponibile per l'acquisto separatamente per coloro che non hanno diritto a un codice gratuito per il componente aggiuntivo.

## Accoglienza
| Testata                      | Giudizio                         |
| ---------------------------- | -------------------------------- |
| Metacritic                   | 83/100                           |
| 1UP.com                      | A-                               |
| CVG                          | 9/10                             |
| Edge                         | 9/10                             |
| Eurogamer                    | 8/10                             |
| G4                           | 5/5                              |
| GameInformer                 | 9,25/10                          |
| GamePro                      | [ 19 ]                           |
| GameSpot                     | 9/10                             |
| GameSpy                      | [ 90 ]                           |
| GamesRadar+                  | [ 91 ]                           |
| IGN                          | 9/10 (USA) 8.6/10 (UK) 8/10 (AU) |
| Official Xbox Magazine (USA) | 9,5/10                           |
| Official Xbox Magazine (UK)  | 9/10                             |
| TeamXbox                     | 9.4/10                           |

Halo 3: ODST ha ottenuto recensioni generalmente positive, detenendo una media di 83/100 sul sito web aggregato Metacritic. Lev Grossman del Time ha ritenuto ODST una «pietra miliare», poiché ha dimostrato che la «Bungie può utilizzare lo stesso strumento per suonare in una chiave completamente diversa», aggiungendo della longevità al franchise di Halo. Al contrario, Pete Metzger del Los Angeles Times ha sì riconosciuto che ODST fosse un buon gioco con una discreta storia, delle scene di azione e una grafica avvincenti, ma ha aggiunto pure che «lo stesso si può dire di quasi tutti gli sparatutto in prima persona che vengono rilasciati in questi giorni», con il risultato che ODST non è riuscito ad alzare il livello raggiunto dai precedenti capitoli della saga. Jeremy Parish di 1UP.com ha notato che, al di là degli innegabili difetti di ODST, il suo più grande successo è stato quello di riunire i giocatori che preferivano le sezioni in multiplayer o campagna in un videogame che soddisfacesse entrambi i pareri.
I critici erano divisi sul fatto che ODST valesse il suo prezzo di lancio. Il critico Ryan McCaffrey, una delle penne dell'Official Xbox Magazine, ha commentato in maniera sibillina che data la campagna, la modalità multiplayer e il secondo disco multiplayer di Halo 3, «nessuno dovrebbe farsi scrupoli sul fatto che ODST valga 60 dollari!». Altri critici che hanno giudicato il titolo un gioco completo includevano lo staff di Edge, Parish, e Mike Jackson di Computer and Video Games. Erik Brudvig di IGN non considerava ODST un «vero sequel», ma più un'espansione, e ha consigliato a coloro che non sapevano se acquistarlo o meno di farlo. Giudizi più perplessi sono stati invece riservati sul tema da Ben Kuchera di Ars Technica, Charlie Barratt di GamesRadar, Tom Bramwell di Eurogamer, e Narayan Pattison di IGN Australia. Seth Schiesel, per conto del New York Times, ha asserito: «Microsoft Game Studios ha esagerato nel tentativo di addebitare il prezzo al dettaglio tipico di un gioco completo, circa 60 dollari, per un prodotto che dovrebbe costarne 40 o comunque che dovrebbe avere molti più contenuti al suo interno in giocatore singolo».

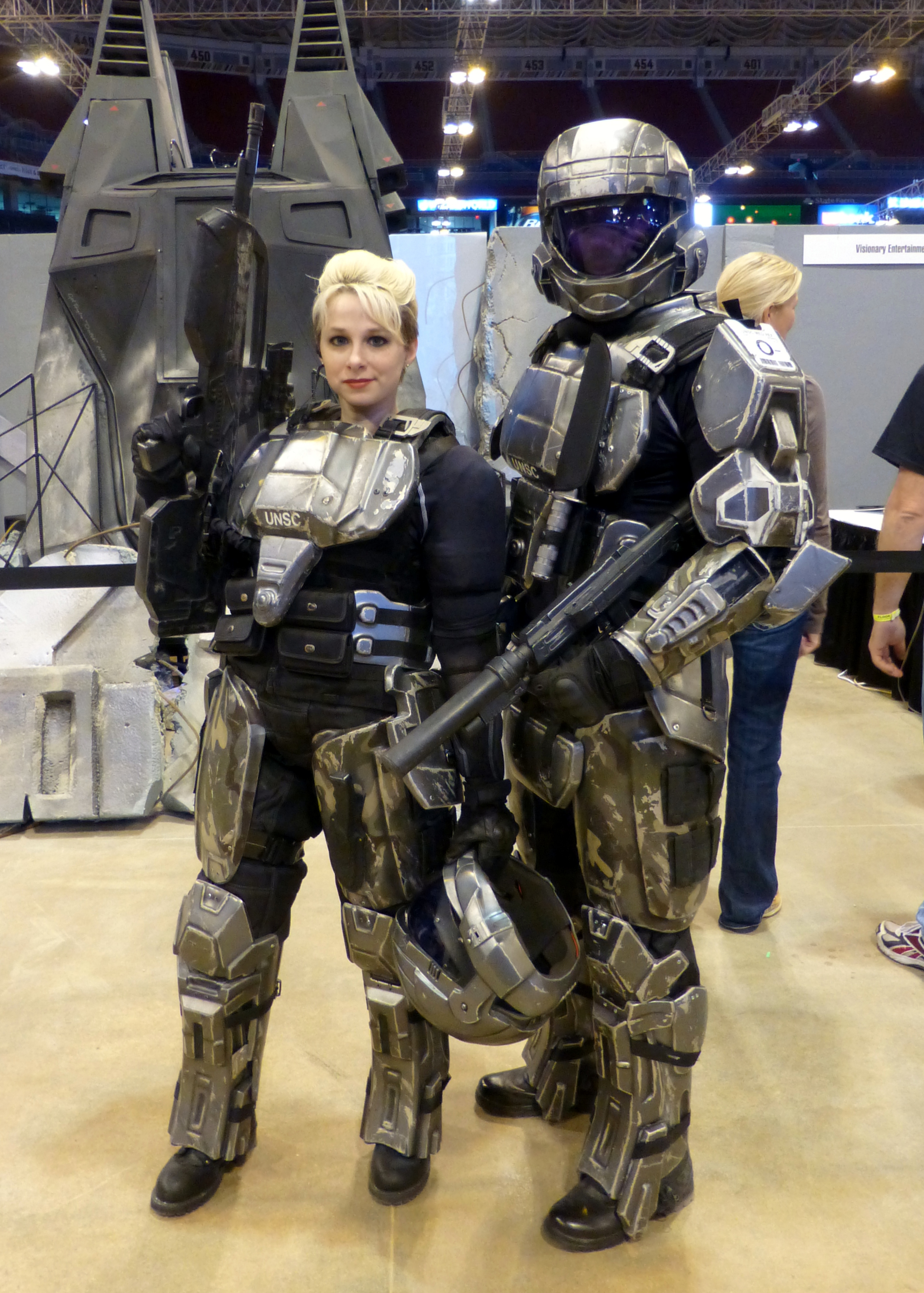
Cosplay di Halo 3 ODST al Wizard World St. Louis del 2014

I critici erano anche in netto disaccordo sul fatto che il capitolo avesse rappresentato un grande passo avanti per la serie. Parish ha affermato che una minore varietà di nemici era bilanciata dai cambiamenti che considerava le cose più sperimentali che Bungie avesse fatto per anni. Edge e Bramwell hanno elogiato il contrasto tra i segmenti notturni della Recluta e il meccanismo dei flashback con cui freneticamente si articola la campagna. Edge ha aggiunto che, sebbene lo schema narrativo non fosse rivoluzionario, esso fungeva da chiave per esplorare ogni possibile scelta di armi e strategia nella serie. Mentre Parish considerava le abilità dell'ODST molto diverse da quelle di Master Chief, altri critici come Jackson hanno avvertito un lieve sbalzo di emozioni rispetto ai classici Halo senza che ciò causasse disturbo. Brett Molina di USA Today ritenne che il gioco abbia deluso, in quanto si trascorre relativamente poco tempo nella città liberamente esplorabile quando si veste i panni della Recluta; «al contrario», ha segnalato il critico, «circa due terzi dei combattimenti su ODST richiamano le sequenze di un tradizionale gioco della serie» anziché esplorare nuove meccaniche.
La grafica e l'atmosfera di ODST hanno ricevuto perlopiù degli elogi. McShea ha scritto che mentre il motore di Halo 3 mostrava la sua età, il gioco poteva ancora «strabiliare» a causa del design artistico. Parish ha scritto che l'atmosfera di Mombasa è cambiata radicalmente quando si gioca in modo cooperativo; G4TV ha fatto notare come l'approdo di altri giocatori abbia rovinato gran parte dell'atmosfera solitaria. Travis Moses di GamePro ha sottolineato come, mentre la grafica del gioco è stata costantemente surclassata da altri sparatutto, il frame rate del prodotto è rimasto costantemente alto come previsto dai giochi Halo. La società tecnologica Digital Foundry ha affermato che, nonostante i graditi miglioramenti nei comportamenti delle IA, i principali difetti del motore grafico di Halo 3, vale a dire una risoluzione nativa sub-720p e volti umani di qualità inferiore, non sono stati risolti.
L'audio e il suono del gioco hanno ricevuto altrettanti apprezzamenti. McCaffrey ha ritenuto che, mentre la musica di Halo 3 era «troppo familiare», ODST aveva lasciato libero O'Donnell di «creare il suo miglior lavoro». Un significativo allontanamento dal generale consenso è stato offerto da Kuchera, che ha scritto che le note del sassofono «[suonano] come il porno softcore che mostrano su Cinemax dopo la mezzanotte», e Anthony Gallegos di GameSpy, che hanno avvertito poca affinità tra tali melodie e le sequenze di combattimento.
Lo scontro a fuoco è stato ritenuto «avvincente», soprattutto perché ha mostrato l'eccellente intelligenza artificiale dei nemici. Jeff Marchiafava di Game Informer ha ritenuto migliore il valore della modalità Sparatoria rispetto a quello di giochi concorrenti quali Gears of War 2 o Left 4 Dead, i quali includevano zombi senza cervello o carne da cannone. Lo staff di Official Xbox Magazine UK ha scritto che la profondità e le opzioni del tipo di gioco hanno fatto sembrare la modalità omologa di Gears of War «incolore» e che la Sparatoria ha allungato la longevità del gioco. Al contrario, Bramwell ha ritenuto che nella Sparatoria «esiste sia un senso di impotenza nel sapere che la morte è solo una questione di tempo e di probabilità, sia fatica nel rendersi conto che molti livelli si svolgono esattamente come nella campagna, malgrado qualche piccolo divergenza».
Intervistati dall'emittente televisiva statunitense G4TV, i rappresentanti della Bungie hanno notato che parte dell'accoglienza mista e negativa derivava dalla commercializzazione del titolo, prima come pacchetto di espansione, poi come gioco completo. Jarrad ha detto: «Se guardate ai punteggi più bassi, quasi tutti si riferiscono a un problema di valore percepito dovuto all'aspettativa iniziale che si fosse di fronte a un'"espansione" e non a un gioco completo». Tale opinione faceva eco a Staten, secondo il quale «se non avessimo mai pronunciato le parole 'pacchetto di espansione' avremmo assistito a un apprezzabile aumento dei punteggi delle recensioni». Gli sviluppatori sostenevano che altri elementi che avrebbero voluto migliorare, qualora avessero avuto maggiore tempo, riguardavano il ritmo e la navigazione dei segmenti notturni, così come il matchmaking nella Sparatoria. Frank O'Connor, manager di Halo, direttore di 343 Industries, si è detto felice che ODST «non sia decollato», in quanto, a suo avviso, ha consentito ai critici e ai consumatori di interessarsi a Reach e all'imponente marketing per esso preposto.

## Riconoscimenti
Halo 3: ODST ha ottenuto vari premi e riconoscimenti.
Lev Grossman e Peter Ha hanno classificato ODST come l'ottavo miglior gioco dell'anno per conto del Time, lodando il prodotto per via della sua prospettiva sul mondo di Halo «oscura, lenta, intrisa di jazz e cruda». Softpedia ha definito ODST il miglior sparatutto in prima persona dell'anno; l'editore di giochi Andrei Dumitrescu ha scritto che mentre il gioco sembrava talvolta stereotipato, era sostenuto da una buona trama, ottima musica e personaggi secondari a cui i giocatori potevano appassionarsi. Chris Kohler di Wired ha classificato ODST come il terzo miglior titolo per Xbox 360 dell'anno, scrivendo che il gioco «ha iniettato una ventata di aria fresca nei corridoi stantii del franchise sparatutto di Bungie». Halo 3: ODST ha altresì vinto il premio come "Miglior colonna sonora originale" agli Spike Video Game Awards del 2009. "The Life" è stato finalista nella categoria "Effetti visivi eccezionali in un trailer di un videogioco" per conto della Visual Effects Society nell'ottavo premio annuale del gruppo.